# Stupid Girls
«Stupid Girls» (рус. Глупые девчонки) — песня американской певицы Pink, выпущенная первым синглом с альбома 2006 года I'm Not Dead. Песня была написана Билли Манном, Pink, Никласом Олавсоном и Робин Монтересен Линч и спродюсирована Билли Манном и MachoPsycho.

## Предпосылки
Pink объяснила, что она заметила многих молодых девушек рядом с её домом в Лос-Анджелесе, стремящихся к гиперсексуальносному имиджу женской половины знаменитостей, больше чем к своей карьере и талантам. Это её вдохновило на написание песни «Stupid Girls», в котором она сетует на недостаток хороших образцов для подражания для молодых девушек, поощряя их культивировать независимость и индивидуальность. «Мир питается определенными вещами, а моя цель — предоставить выбор», — говорит Pink
Pink сказала, что из-за песни «состоялись некоторые разговоры, которые я провела с женщинами и девушками. Женщины так долго боролись и с таким трудом за их права и равенство, а сейчас все наше внимание зациклено на нулевом размере», — добавив, что некоторые «живут, кажется, только ради шоппинга целыми днями», а не обращают внимание на такие проблемы как война или бедность".
Согласно International Association of Eating Disorder Professionals, песня «подчеркивает безжалостность культуры и нереальную погоню за худобой, и недостижимое преследование физической красоты». Pink объяснила что она назвала «эпидемией Глупых Девушек», когда была на шоу The Oprah Winfrey Show.

## Критика
Сингл вошёл в американский чарт Billboard Hot 100 25 февраля 24 строкой, наивысший дебют на неделе, и высший дебют в карьере Pink (позже перегнавший сингл 2008 года, So What). 4 марта она поднялась до 13 строки, став для Pink синглом топ-20 в США и синглом с её самым высоким пиком со времени «Just Like a Pill» (2002). Его пиковая позиция в чарте Top 40 Mainstream, однако, не достигла такого успеха, как большинство её предыдущих синглов. «Stupid Girls» оставался в Hot 100 16 недель, и достиг топ-20 в Pop 100, и появился в Adult Top 40. Её крутили в ночных клубах, достигнув пика в топ-20 в чарте Hot Dance Club Play. «Stupid Girls» получила статус Золотого по данным RIAA 13 февраля 2008.
Сингл был больше чартовым хитом в других местах — он достиг 2 строки в Canadian Singles Chart, а в австралийском ARIA Singles Chart, он вошёл 4 строкой и получил статус Золотого за продажи более 35,000. Он попал на 39 строку в списке топ-100 синглов 2006 года чарта ARIA. Он также досиг пика на 4 строке в UK Singles Chart, став для Pink синглом с наивысшими позициями в чарте в Великобритании со времени «Feel Good Time» (2003). Он достиг топ-10 во многих странах Европы.
«Stupid Girls» была номинирована в категории «Лучшее женское вокальное поп-исполнение» на 49-й церемонии «Грэмми».
Сингл восхваляла автор «Гарри Поттера» Дж. К. Роулинг на её официальном веб-сайте. Она написала: «„Stupid Girls“ — это противоядный гимн для всего, что я думала о женщинах и худобе».

## Видеоклип
Режиссёром клипа стал Дэйв Мейерс, он вышел в свет на MTV на широкополосном канале Overdrive 26 января 2006. Мейерс и Pink сняли видео для «Stupid Girls» и «U + Ur Hand», третьего сингла с альбома, пока не решилось, что он станет главным синглом. Pink описала клип как «классный, извращенный и безумный», — а о Мейерсе сказала, — «У него безумная фантазия. Я думаю, все только и делали, что ржали во время съемок „Stupid Girl“. Я не думаю, что кто-то ещё будет смеяться, но знайте, мы все это делали». Pink делала сама трюки во время съемок. Согласно Барри Вайсу, президенту Zomba Music Group, руководители лейбла Pink не хотела выпускать песню первым синглом с альбома, пока клип не «пришелся им по душе». Они решили выпустить клип до выпуска песни на радио, а 8.6 миллионов людей скачали его, когда он был доступен в интернете. Старший вице-президент маркетинга Zomba Джанет Клейнбаум сказала, что радио программисты «выпустили для онлайн скачивания песню, чтобы она попала на радио».
В клипе Pink показана ангелом и демоном, которые пытаются повлиять на будущее маленькой девочки. Ангел показывает ей серии изображений, демонстрирующих тупость современных трендов женской половины знаменитостей, а в них появляется Pink в различных ролях, включая танцовщицу в клипе 50 Cent, девушку пытающуюся привлечь внимание инструктора в тренажерном зале, девушку, которая использует надувную грудь в экстренном случае на боулинговой дорожке, девушку в солярии, девушку с очистительной анорексией, которая полагает, что калории «такие несексуальные», и старуху в розовом спортивном костюме, которая смотрится так, как будто она из-за всех сил пытается выглядеть молодой, девушку, которая лежит на хирургическом столе, девушку, записывающую кассету с сексом, девушку, которая моет машину и трет пенистой губкой всю себя, и девушку, которая любит зоомагазины, где покупает «крошечных собачек» с обещанием, что она «будет молодой очень долго», и девушку, которая ведёт машину так неосторожно, когда наносит мейкап, что переехала двух людей. Pink также играет героинь обратных «глупым девушкам», таких как женщина-президент и девушка, выигравшая в футболе. Клип заканчивается тем, что девочка выбрала футбол, компьютер, книги, балетки, и клавиатуру вместо макияжа и кукол; демон повержен.
Некоторые негативные роли, изображенные в клипе — это пародии на молодых знаменитостей таких как Мэри-Кейт Олсен, которая пропагандирует стиль бохо шик, посещая магазин одежды Fred Segal. Рыжеволосая девушка, которая случайно сбивает пешеходов — это пародия на Линдси Лохан. Эта сцена, в которой Pink моет машину в бикини — это пародия на похожие сцены в клипе Джессики Симпсон «These Boots Are Made for Walkin'» (2005) и ТВ реклама 2005 года Carl's Jr. с участием Пэрис Хилтон. В съемках цифрового видео Pink в кровати с мужчиной — это параллель с записью секса Пэрис Хилтон 1 Night in Paris.
Клип дебютировал в американском видеочарте MTV Total Request Live 31 января и достиг пика на 6 строке; он оставался в чарте 14 дней до 23 февраля. Клип был запрещен в польской версии MTV Total Request Live, и выиграл MTV Video Music Award в категории «Лучшее Поп Видео» в августе 2006 года. когда она получала награду, Pink пародировала Пэрис Хилтон, разговаривая писклявым голосом и вела себя слишком возбуждённо. Николь Ричи, соучастница Хилтон в реалити-шоу The Simple Life, была одной из вручителей награды.

## Список композиций и форматы
- Британский CD1

1. Stupid Girls [Альбомная Версия] — 3:16
2. Heartbreaker — 3:08

- Британский CD2

1. Stupid Girls [Альбомная Версия] — 3:16
2. Stupid Girls [D-Bop’s 3am At Crash Mix] — 6:51
3. Stupid Girls [Junior Vasquez & Dynamix Club Remix] — 8:59
4. Stupid Girls [Noize Trip Remix] — 3:13
5. Stupid Girls [Клип]

- Британский 12"

1. Stupid Girls [Junior Vasquez & Dynamix Club Remix] — 8:59
2. Stupid Girls [Noize Trip Remix] — 3.13
3. Stupid Girls [D-Bop’s 3am At Crash Mix] — 6.51
4. Stupid Girls [Kardinal Beatz Remix] — 3:23

## Чарты
| Чарт (2006)                                | Наивысшая позиция |
| ------------------------------------------ | ----------------- |
| Australian Singles Chart                   | 4                 |
| Australian Airplay Chart                   | 1                 |
| Austrian Singles Chart                     | 3                 |
| Belgium Singles Chart                      | 1                 |
| Canadian Singles Chart                     | 2                 |
| Danish Singles Chart                       | 6                 |
| Dutch Singles Chart                        | 9                 |
| Finnish Singles Chart                      | 1                 |
| French Singles Chart                       | 13                |
| Germany Singles Chart                      | 5                 |
| Hungary Singles Chart                      | 3                 |
| Ireland Singles Chart                      | 5                 |
| Italy Singles Chart                        | 8                 |
| New Zealand Singles Chart                  | 7                 |
| Norwegian Singles Chart                    | 2                 |
| Romanian Singles Chart                     | 3                 |
| Russian Airplay Chart                      | 2                 |
| Swedish Singles Chart                      | 16                |
| Swiss Singles Chart                        | 2                 |
| UK Singles Chart                           | 4                 |
| U.S. Billboard Hot 100                     | 13                |
| Американский Billboard Pop 100             | 14                |
| Американский Billboard Top 40 Mainstream   | 17                |
| Американский Billboard Hot Dance Club Play | 19                |
| Американский Billboard Adult Top 40        | 25                |

## Сертификации
| Страна        | Сертификация | Продажи   |
| ------------- | ------------ | --------- |
| По всему миру | 2x Платина   | 4,300,000 |